# Museo dell'occupazione della Lettonia
Il Museo dell'occupazione della Lettonia (in lettone Latvijas Okupācijas muzejs) è un museo storico situato nel centro storico di Riga, capitale della Lettonia.
Aperto nel 1993, il Museo dell'Occupazione ripercorre i 51 anni di occupazione della Lettonia (dal 1940 al 1991), sotto il regime sovietico, eccettuati tre anni di occupazione tedesca, durante la guerra (1941-1944).

## Percorso espositivo
La prima sezione del museo documenta gli eventi che condussero all'occupazione della Lettonia: il patto Molotov-von Ribbentrop, siglato il 23 agosto 1939, con il quale l'Unione sovietica e la Germania nazista si suddivisero le rispettive sfere di influenza nell'Europa orientale.
L'itinerario di visita prosegue con la prima occupazione sovietica (tra il 1940 e il 1941), poi, con quella tedesca (tra il 1941 e il 1944) e, infine, con la seconda occupazione sovietica (dal 1944 al 1991, anno in cui la Lettonia riottenne l'indipendenza). Le esposizioni includono una riproduzione in grandezza naturale della baracca di un gulag della Siberia.
Nell'ultima sezione del museo sono esposti i documenti che testimoniano il dissenso del popolo lettone nei confronti del regime, che si acuì tra la fine degli anni ottanta e l'inizio degli anni novanta. Secondo le fonti, negli anni dell'occupazione sovietica e di quella tedesca, emigrarono verso l'Europa occidentale circa 200.000 Lettoni, di cui solo 80.000 ritornarono nel loro paese d'origine dopo l'indipendenza.
A partire dal 2018 l'edificio che ospita il museo è oggetto di importanti opere di ristrutturazione mentre l'esposizione è temporaneamente trasferita in un'altra sede, in Raiņa bulvāris 7, dove si trovava la vecchia ambasciata degli Stati Uniti. È previsto che i lavori terminino nel 2020.